# Хатина
Хатина — житло «те саме, що хата», «менша (переважно бічна) кімната в хаті», а також «невелика вбога або стара хата». Найчастіше, це однокамерне житло з відтінком зменшуваності або ніжності.
Іноді у розмовному, зневажливому значеннях, хатина як «невелика вбога хата», семою охоплює такі назви: як халабуда («убога оселя, хата»), хижа («невелика убога хата; халупа» «стара хата»), халупа («невелика убога житлова будівля; злиденна хата»), буда («невелика будівля для господарських потреб, для захисту від негоди та ін.; будка»; «невеличке крите приміщення для собаки; будка, конура»). Колиба — традиційне сезонне житло пастухів і лісорубів, поширене в гірських районах українських Карпат; має значення куреня, халупи, хатини.

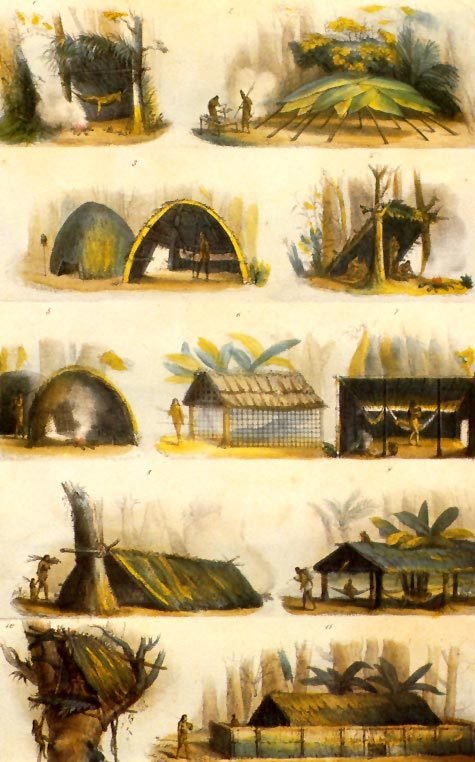
Різні форми хат і хатин корінних жителів Бразилії (Жан-Батист Дебре).

Слова «колиба», «колива», «халупа» відомі у всіх слов'ян і зводяться дослідниками до праслов'янської kolyba і далі до індоєвропейської kălūbā і зіставляють з грец. χαλύβη (запозиченим у слов'ян), а з також турецьким типом дерев'яного житла kulübe (кулюбе), також запозиченим у балканських народів. У праслов'янській мові функціонувало кілька назв житла, серед яких і германського походження jata «комора; охорона», хуzЪ, хуžа «дім, хижа»; xalupa «халупа» з праслов'янської xal- «кущі біля води» + ира (порівняй salix «лоза»), тобто «плетена з пруття хижина».
Халупа у лемківських говірках означає «селянська нужденна хата», а у говорі бойків слово халупа негативної конотації не має і вживається у значенні «хата», і у випадку фразеологізмів, в їх складі вживається в значенні «родинне житло». У говорах Карпат халупа має значення «загальна назва житла», «кімната», «дім» і уживається як стилістично нейтральна загальна назва житла у північнозахідних бойківських та надсянських говірках. Лексема халупа у західнослов'янських мовах також не має негативної конотації. Для словаків Slovácká chalupa є таким самим етносимволом, як для українців українська хата.

## Використання в мовленні
В сучасний період в Україні, в народній мові, у результаті гіпо-гетеронімічного метонімічного перенесення слово халупа вживається й на позначення загальної назви житла, як з іронічною конотацією, так і без неї.
Лексеми на позначення деяких приміщень і споруд, типу «халупа», «невелика убога житлова будівля»; «злиденна хата, хижа, халабуда», «буда (злиденне приміщення, халабуда)» і інші — є енантіосемічними лексемами. Вони часто є лексичними одиницями з емотивною експресією (нерідко з переносним значенням, тобто опосередковано), є лексикалізованими словосполученнями, які складаються з відносного прикметника та іменника. Це українські лексеми, де денотат може бути інтерпретований з точки зору комфортності, тощо. В процесі функціонування в мові вони надають значенню експресивного, оцінного забарвлення. Приклад дії, тобто, функціонування в мові можна відобразити, розглянувши таке речення: «мешкати в халупі — мешкати в маленькій квартирі», де перше словосполучення («мешкати в халупі») має у своєму складі слова з конотативним семантичним компонентом «халупа», і цей конотативний комопнент значення в такому реченні передає негативну, а не позитивну оцінку предмета, явища або дії. Конотативні структури позначають додаткові смислові й стилістичні відтінки в процесі його функціонування в мові. 
| | \| «Замість якоїсь прохацької халупи або землянки вона несподівано опинилась в чистому житлі, хіба трохи поганшому, ніж було колись її житло в Білій Церкві. Галецькій стало ніяково йти в горниці в дранті, та ще й з торбиною на плечах.»[14] \| |
| — Іван Нечуй-Левицький «Київські прохачі», 1905 рік | |
| «Замість якоїсь прохацької халупи або землянки вона несподівано опинилась в чистому житлі, хіба трохи поганшому, ніж було колись її житло в Білій Церкві. Галецькій стало ніяково йти в горниці в дранті, та ще й з торбиною на плечах.» | |

Функціонально-стилістична диференціація таких культурно-маркованих композитів в різних комунікативних сферах: фамільярно-побутового, невимушено-професійного спілкування, у публіцистиці, у текстах художньої літератури, в науково-технічній термінології, — свідчать про релевантність цих лексем. Слова з різною емоційною насиченістю: хата — курінь, хата — халупа, кінь — шкапа, іноді пов'язують з антонімією, однак антонімія — це протиставлення слів за їхньою семантикою, а тому протиставлення за емоційним вираженням антонімами вважати не доцільно.
Хоча додаткове, відтінкове або стилістичне значення лексеми є конотативним, наприклад, значення слова халупа (невелика убога житлова будівля), проте, така конотація, як і будь-яка, навіть найяскравіша конотація не виключає денотації. Так, слово халупа означає «хата» (денотативне значення) і містить виразну негативну оцінку (конотативне значення). Водночас денотативне значення супроводжується незначною конотацією: лексема хатина, крім свого прямого значення, містить узагальнений відтінок. Оскільки на формування значення слова, або лексичного значення, впливають три фактори: об'єктивна дійсність, історичні обставини та менталітет народу, та зв'язки між словами, то історичні обставини та менталітет народу сприяють закріпленню лексичного значення, спричиняючи його зміну та уточнення в процесі розвитку мови. Вони визначають конотативне значення слова, тобто його додаткове значення, відтінки, які накладаються на основне значення, та оцінку денотата. Народжуючи як контраст до виразу, коливання семантики лексеми створюються синтагматичними відношеннями в потоці мовлення, в контексті. Об'єктивна дійсність є основою денотативного значення слова, історичні обставини впливають на конотативне значення, а синтагматичні відношення між словами — на контекстуальне значення, і в парадигмі відношення визначають семантичний обсяг і семантичне наповнення цієї одиниці мови.
Приклади в прозових текстах:

| | \| «Максим знав, за кого віддавав дочку. Не дуже дерла йому очі вбога Чіпчина хата й старенька, бідно зодягнена мати. Не так на те Явдоха глянула: не так воно вразило її горду пиху. Про самого Чіпку — гріх слово сказати! Та його хата низенька й тісна, його мати згорблена, стара, висушена гіркою нуждою та лихом, розкопирсали хижу, падку на розкоші та на прибуток натуру Явдошину.»[18] \| |
| — Панас Мирний «Хіба ревуть воли, як ясла повні?», 1875 рік. | |
| «Максим знав, за кого віддавав дочку. Не дуже дерла йому очі вбога Чіпчина хата й старенька, бідно зодягнена мати. Не так на те Явдоха глянула: не так воно вразило її горду пиху. Про самого Чіпку — гріх слово сказати! Та його хата низенька й тісна, його мати згорблена, стара, висушена гіркою нуждою та лихом, розкопирсали хижу, падку на розкоші та на прибуток натуру Явдошину.»[18] | |
| | \| «А тим часом вигострене на все незвичне око малого вже мандрувало по обійстю й зауважувало то велику гарну будівлю з вибіленими стінами, яку годі було й назвати хижею, так вона різнилася від Родимової бідної халупи, а ще була там-таки й справжня хижа, тільки набагато нужденніша, ніж та, що в ній виріс Сивоок, і геть обдерта; стояло кілька міцних дерев'яних будівель — без вікон, таємничих, мов людське обличчя без очей, в одному куті лежали товсті колоди, в іншому височіла гора дров, ще далі, на вирівняних клаптиках землі, росли якісь дивні зела,[прим. 1] видимо, уходжені людськими руками, бо земля там чорніла так само, як на лісових галявинах, зритих вепрами в пошуках жолудів, а не лежала, вкрита товстим шаром дерниння, як на обійсті в діда Родима. \| |
| — фрагмент з роману Павла Загребельного «Диво», 1968 рік | |
| «А тим часом вигострене на все незвичне око малого вже мандрувало по обійстю й зауважувало то велику гарну будівлю з вибіленими стінами, яку годі було й назвати хижею, так вона різнилася від Родимової бідної халупи, а ще була там-таки й справжня хижа, тільки набагато нужденніша, ніж та, що в ній виріс Сивоок, і геть обдерта; стояло кілька міцних дерев'яних будівель — без вікон, таємничих, мов людське обличчя без очей, в одному куті лежали товсті колоди, в іншому височіла гора дров, ще далі, на вирівняних клаптиках землі, росли якісь дивні зела,[прим. 1] видимо, уходжені людськими руками, бо земля там чорніла так само, як на лісових галявинах, зритих вепрами в пошуках жолудів, а не лежала, вкрита товстим шаром дерниння, як на обійсті в діда Родима. | |
| | \| «Сонце було ласкавим до води, дерев, квітів і дівочої краси, але кротячі підсліпуваті халупи, завалені гноєм дворища воно безжалісно виставляло на показ чи посміховисько.» \| |
| — Стельмах. (Приклад. Підсилена конотація. Схрещувані фразеологізми) | |
| «Сонце було ласкавим до води, дерев, квітів і дівочої краси, але кротячі підсліпуваті халупи, завалені гноєм дворища воно безжалісно виставляло на показ чи посміховисько.» | |

Поряд з фразеосемантичною групою з компонентом «хата» в українській мові «хатчина — халупа — мазанка — курінь — ліплянка — хаза — хавіра та ін.», котра охоплює складові як із семантичним, так і зі стилістичним відтінком, науковиця Ю. Лебеденко вказує також на сполучення типу «наша хата, чужа хата, батьківська хата, нова хата тощо», які містять додаткову семантико-стилістичну характеристику. Хата, хатина, будинок, халупа, хижа, хороми — є синонімічним рядом.
Прикладом лексико-семантичної групи слів на позначення житлових споруд і допоміжних надвірних будівель, їхніх частин, має, наприклад, ряд слів халупа — хатина — льох, підвал. 
Прикладом іменників англійської, німецької, російської, української і французької мов, що належать до лексико-семантичної групи найменувань житлових будівель, є іменники типу англ. hut, нім. Hütte, Kate, укр. халупа, рос. лачуга; сільськогосподарське найменування англ. hovely функції сараю.

## Опис
Хатина — це або легка будова, або погано впорядковане для життя житло чи його частина (наприклад, як стара хата, кімната), або житло поганої якості, чи дуже спрощене житло, або житло дуже малих розмірів, примітивне постійне чи тимчасове місце проживання — місце, яке служить або може служити кому-, чому-небудь захистом, прикриттям, укриттям при проживанні ледь задовільняючи потреби; місце для притулку та безпеки. Наприклад, для захисту від опадів, диких звірів, вітру і ін. Це поняття (хатинка) обов'язково пов'язане з житловою будівлею і також має зв'язок з історичною або фактичною точкою відліку. Аналогічним будівлям відповідають такі поняття, як курінь, бурдей, кліть, землянка, комора, колиба,  мисливська хата, в тому числі хатинки, що використовуються скотарями при переміщенні худоби на випасі між пасовищами (між гірськими та низинними і тд), кабіни сплавників деревини на плотах, дитяча ігрова хатинка на дереві, стара зношена хата, аскетичне житло, зимівник. Будівельна збірка такого житла може відбуватися із застосуванням деревини, снігу, льоду, каменю, трави, листя, прутів, гілок, палиць, шкур, тканин або глини. 

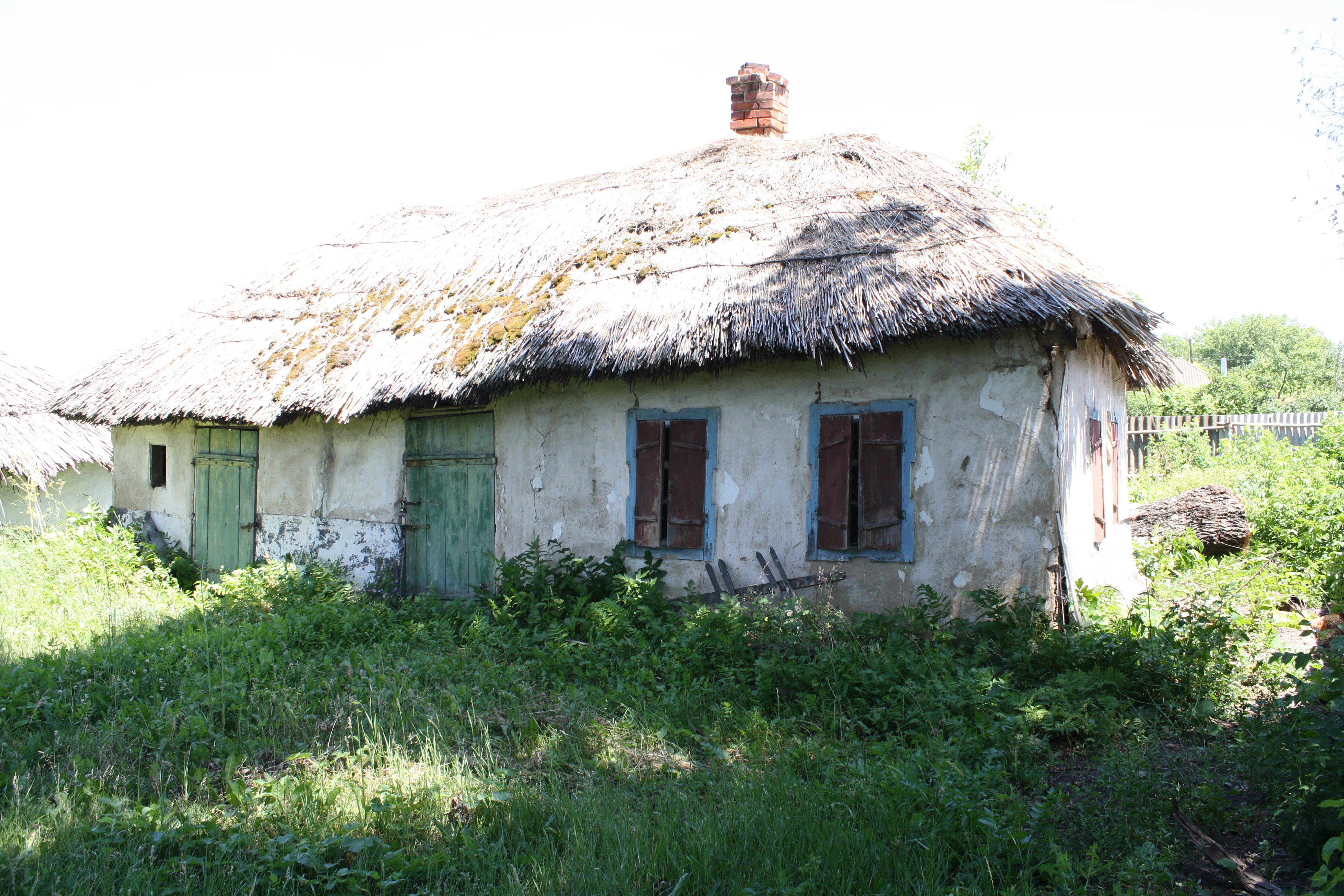
Хата-розвалюха у селі Кругляківка, Харківська область на Слобожанщині
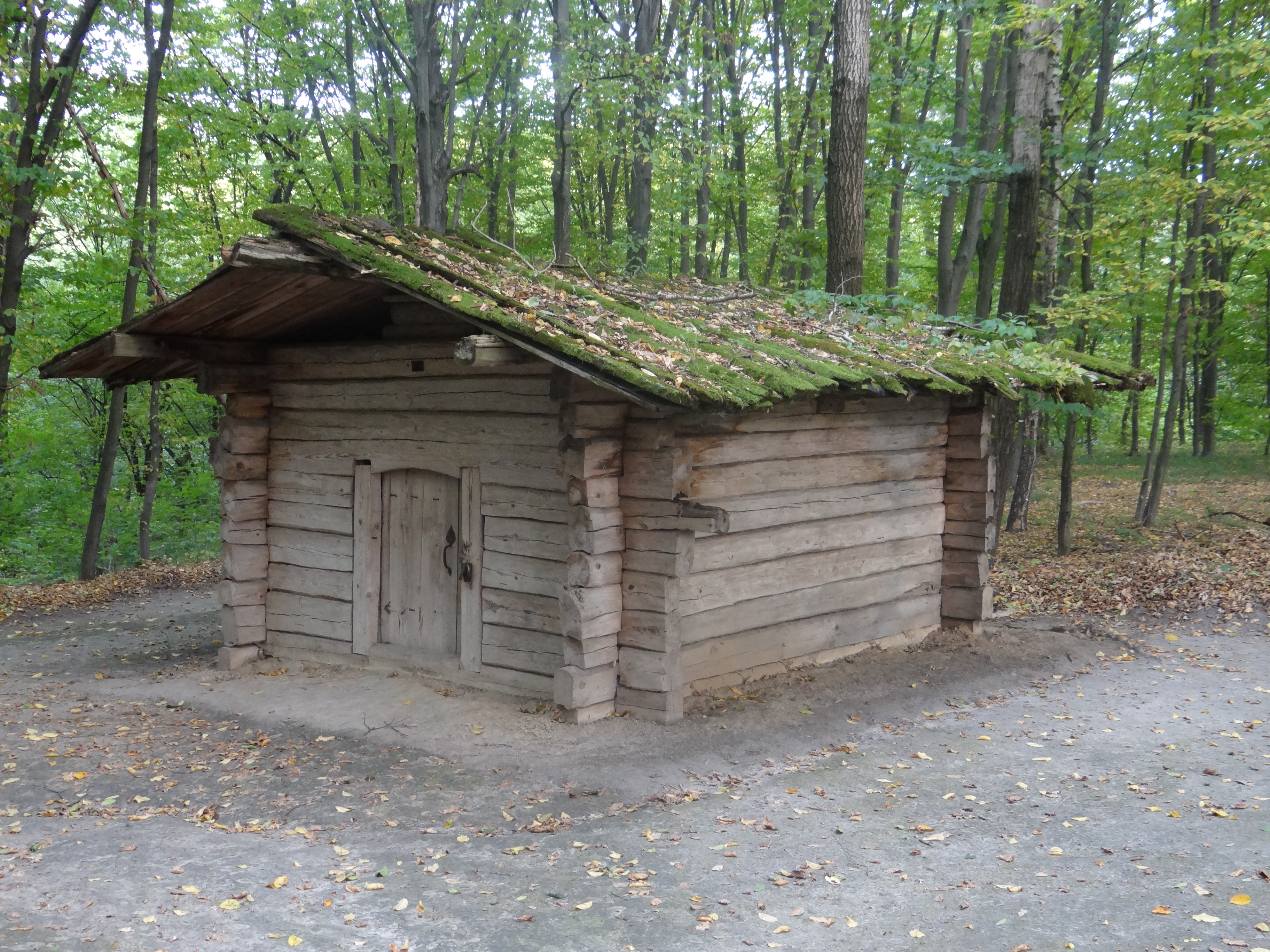
Кліть — найпростіша зрубна споруда.
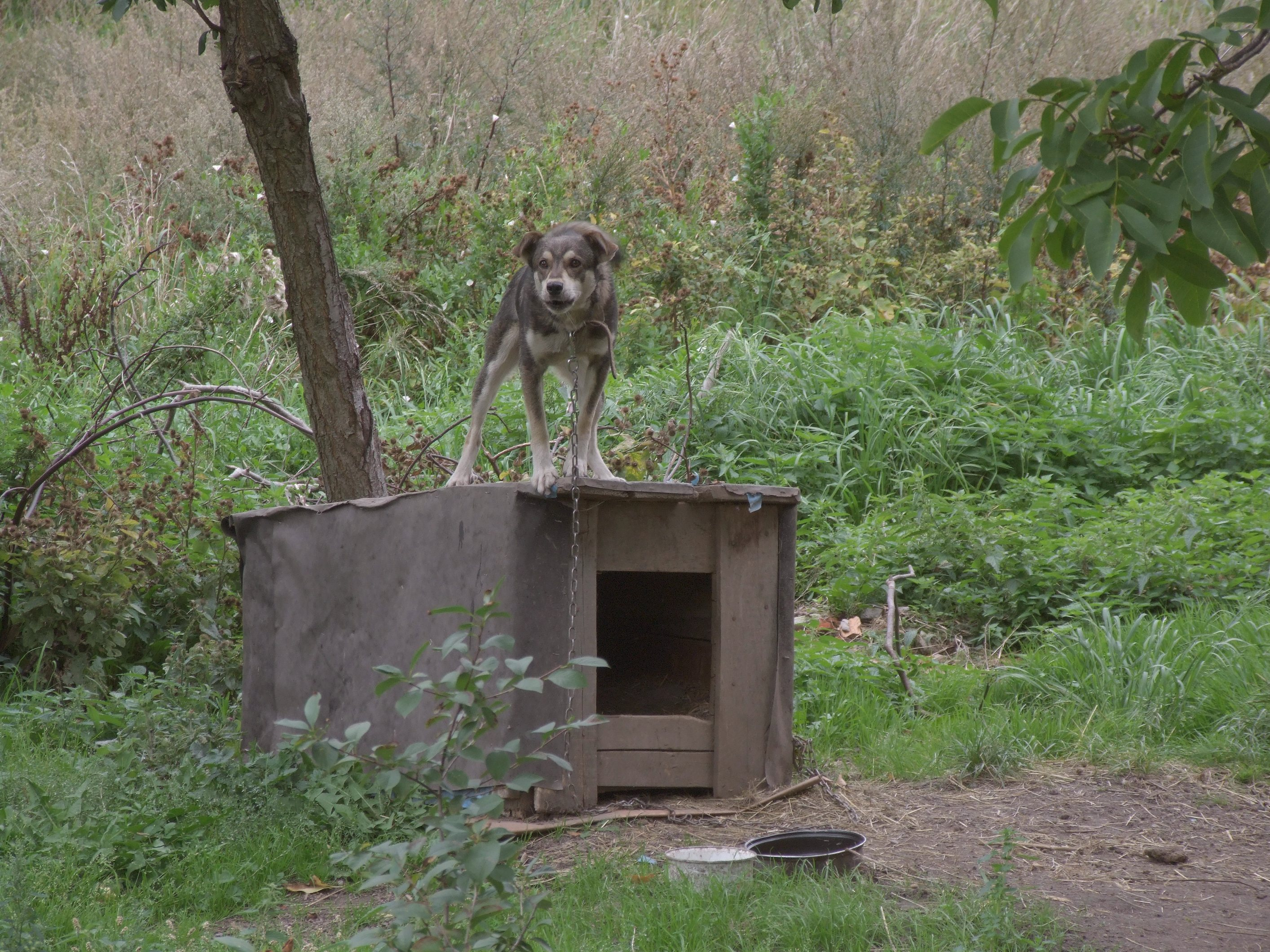
Собача будка.
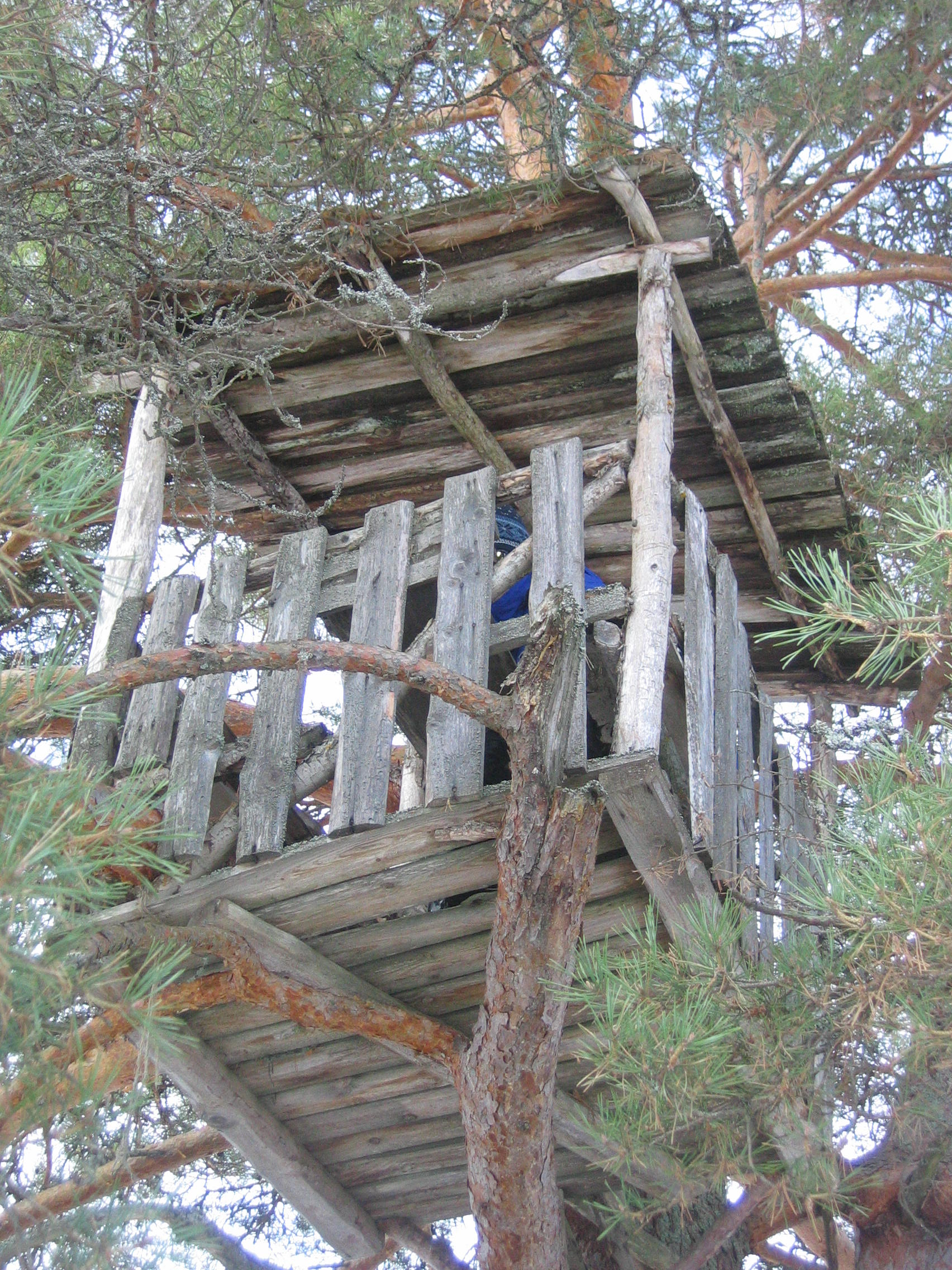
Дитяча ігрова хатинка на дереві.
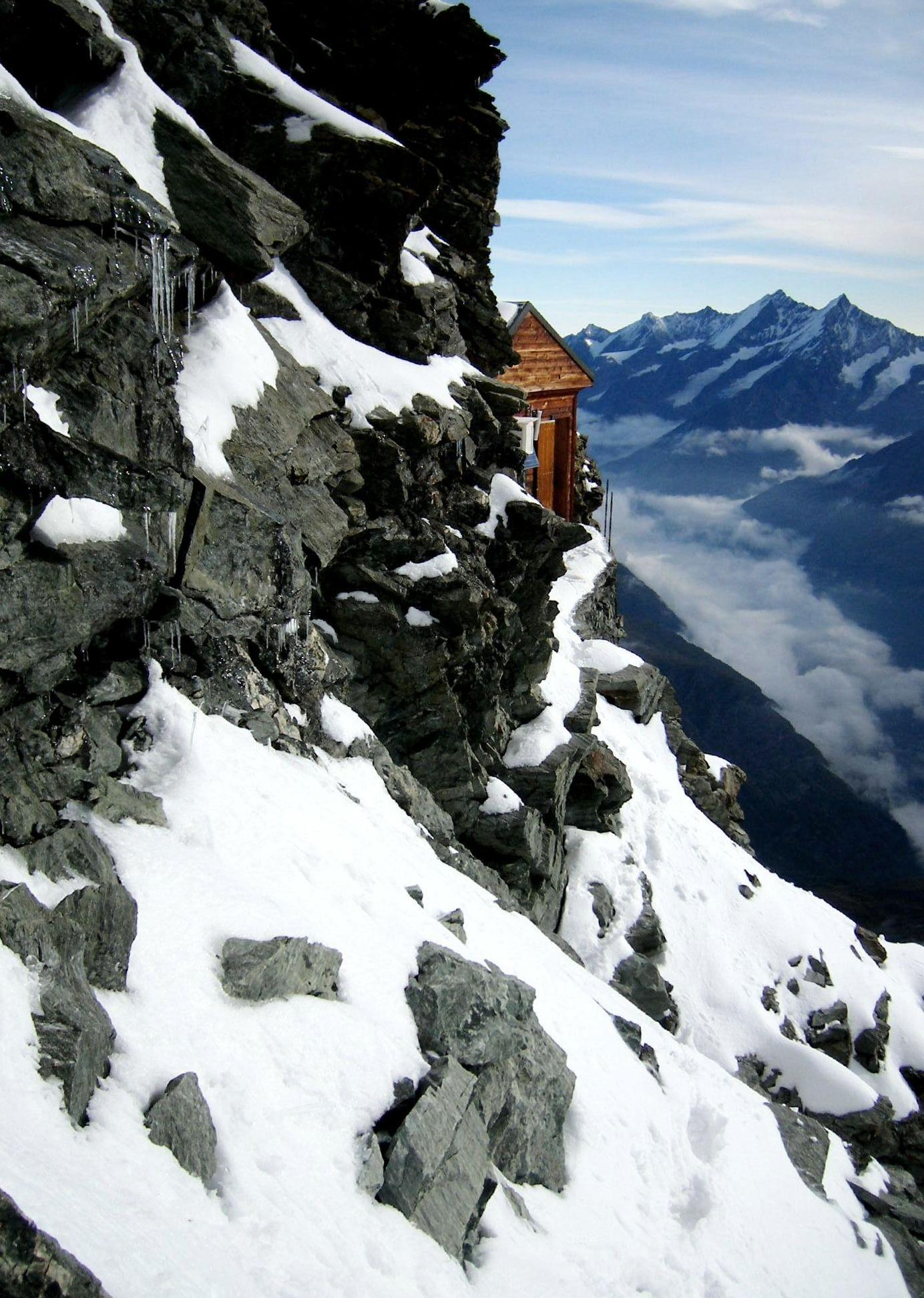
Хатина Сольвея.
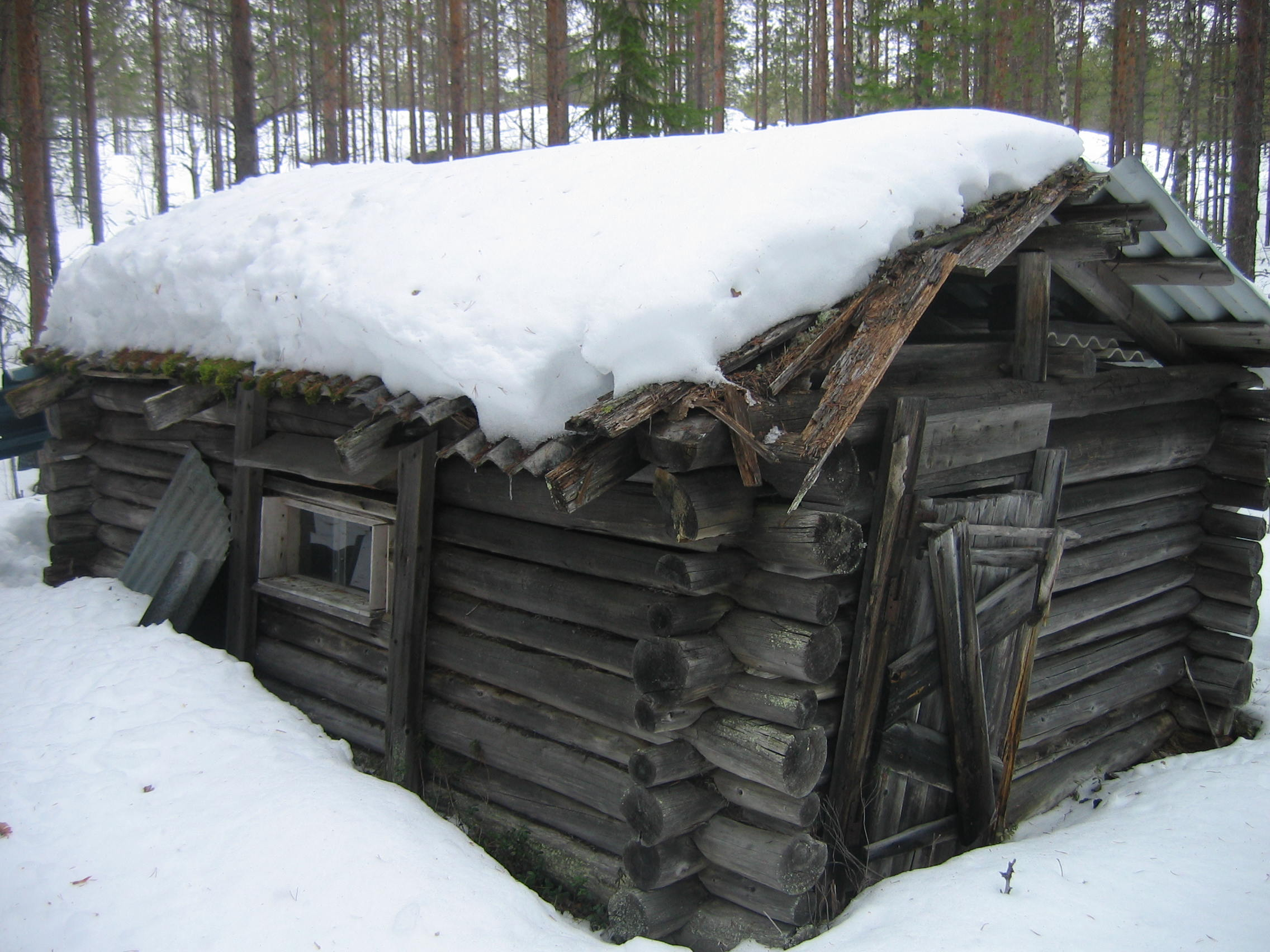
Стара мисливська хата в Утаярві, Фінляндія